# Dmitri Sinitsyne
Dmitri Vladimirovitch Sinitsyne (en russe : Дмитрий Владимирович Синицын) (né le 29 octobre 1973 à Sverdlovsk) est un ancien spécialiste russe du combiné nordique. En 1999, il obtient deux médailles aux Championnats du monde, l'une par équipe et l'autre en individuel.

## Palmarès

### Championnats du monde
- Championnats du monde de 1999 à Ramsau am Dachstein  Autriche :
  -  Médaille de bronze en individuel.
  -  Médaille de bronze par équipe.

### Jeux olympiques
- Jeux olympiques d'hiver de 1998 à Nagano (Japon) :
  - 10e en individuel
  - 9e par équipes

### Coupe du monde
- Meilleur classement général : 10e en 1999.
- Meilleure performance individuelle : 4e.